# Denise Mueller-Korenek
Denise Mueller-Korenek, née vers 1973 en Californie, est une cycliste américaine. En 2018, elle établit un nouveau record absolu de vitesse à vélo, sur terrain plat et derrière un véhicule, en atteignant la vitesse de 296 km/h, devenant ainsi la cycliste la plus rapide du monde, tous genres confondus. Elle est la première et la seule femme de l'histoire à détenir le record du monde, établi pour la première fois en 1899.

## Biographie

### Jeunesse
Denise Mueller est la fille de deux pratiquants de sports extrêmes : son père est Myron Mueller, pratiquant d’ultracyclisme, qui deviendra en 2002 à 70 ans la plus vieille personne à parcourir à vélo le pourtour des États-Unis. Quant à sa mère, Anna Dement, elle a pratiqué le derby de démolition au volant de petites voitures et le saut en parachute. 
Lors d’un événement caritatif reliant San Francisco à San Diego, auquel elle participe avec son père, Denise Mueller est repérée par John Howard, qui devient son premier entraîneur.

### Cyclisme
Au cours d’une carrière s’étalant sur cinq ans, de 1987 à 1992, Denise Mueller-Korenek remporte au total treize titres nationaux en cyclisme sur route, sur piste et VTT, et participe aux championnats du monde de cyclisme où elle remporte deux médailles. Elle apparaît en 1991 dans un documentaire pédagogique de John Howard, Lessons in Cycling, qui remporte une médaille d’argent au Festival international du film et de la télévision de New York et un National Telly Award.
Elle met ensuite un terme à sa carrière sportive en 1992 pour se consacrer à sa carrière professionnelle dans le domaine de la sécurité domestique, reprenant l’entreprise familiale lors du divorce de ses parents, et à sa vie de famille (elle a trois enfants),.
Mueller-Korenek conserve cependant une activité sportive, participant notamment à un marathon en 2010, et décide de participer en 2012 à un événement cycliste de charité. À cette occasion, elle reprend l’entraînement avec John Howard, précédent détenteur du record de vitesse établi en 1985,, qui l’incite à se confronter au record de vitesse. Elle décroche ensuite deux titres nationaux en critérium en 2014 et 2015.

### Records de vitesse
En 2016, elle établit le premier record de vitesse féminin avec une vitesse enregistrée de 147 milles par heure (236,57 km/h),, en dépit de conditions météorologiques défavorables. Alors qu’elle compte initialement tenter de battre le record absolu le lendemain, la météo se dégrade encore et ne lui permet pas d’autre tentative. Ce record est établi sur la piste de Bonneville Salt Flats, un désert de sel dans l’Utah sur lequel de nombreux records de vitesse, notamment automobile, ont été battus. 
Le record absolu, hommes et femmes confondus, est alors détenu par Fred Rompelberg avec ses 167 milles par heure (268,76 km/h) atteints en 1995. La tentative suivante de Mueller-Korenex a lieu en 2018 ; comme pour le record féminin de 2016, sa pilote est Shea Holbrook (en), sur la piste de Bonneville Salt Flats, au volant du même dragster que Rompelberg avait utilisé en 1995. L’entente et la synchronisation entre les deux protagonistes sont cruciaux lors des phases d’accélération et de décélération, la cycliste ne devant ni percuter le véhicule, ni s’extraire de la poche d’air située derrière lui, sous peine de tomber à haute vitesse,. 
Mueller-Korenek utilise l’abri du dragster, qui la remorque dans un premier temps jusqu’à la vitesse de 100 milles par heure (160,93 km/h). Elle se détache ensuite du véhicule pour pédaler de façon autonome derrière lui, dans son aspiration, sur la distance de 3,5 milles (5,63 km) ; c’est sur le dernier mile qu’elle atteint la vitesse de 183,9 milles par heure (295,96 km/h), soit quasiment 30 km/h de plus que le record de Rompelberg. Elle déclare par la suite avoir excédé la vitesse initialement visée, fixée à 175 milles par heure (281,64 km/h),.
Au niveau du matériel, Denise Mueller roule sur un vélo en carbone spécialement conçu par l’ingénieur en aéronautique Doug Malewicki (en) et construit par KHS, plus long et plus bas, muni d’une double transmission (chacune avec un plateau à 62 dents et un pignon de 12 dents, ce qui correspond à un développement de 39 m), d’une fourche suspendue (pour amortir les vibrations causées par la piste) et de roues de motocross. Elle est également équipée d’une combinaison spéciale en cuir, néoprène et Kevlar, ainsi que d’une radio pour communiquer avec sa pilote.